# Габриел Дионис фон Шеленберг
Габриел Дионис фон Шеленберг (на немски: Gabriel Dionys von Schellenberg; † 20 юли 1606) е благородник от род Шеленберг от днешното Княжество Лихтенщайн.
Той е малкият син на Дионис фон Шеленберг (1521 – 1584/1586) и съпругата му Барбара фон Папенхайм († 1606), дъщеря на Хайнрих Буркхард фон Папенхайм († 1547) и Анна фон Хюрнхайм († 5 май 1567), дъщеря на Валтер фон Хюрнхайм-Хохалтинген († 1520) и Доротея фон Велден († 1561). Брат е на Ханс Кристоф фон Шеленберг († 1585), който няма наследници.
Син му Ханс Кристоф фон Шеленберг († 1692) е издигнат на фрайхер през 1637 г. от император Фердинанд II.
Господството Шеленберг е завладяно през 1699 г. от Лихтенщайнерите.

## Фамилия
Габриел Дионис фон Шеленберг се жени за Сузана Шад фон Мителбиберах. Те имат три дъщери:
- Якоба Елизабет фон Шеленберг, омъжена за Ернст Лудвиг фон Велден († 1652)
- Хелена фон Шеленберг, омъжена за Макхариус фон Хербстхайм
- Бригита фон Шеленберг († сл. 1616)

Габриел Дионис фон Шеленберг се жени втори път за Елизабет фон Рамшваг (* 1574; † сл. 1630). Те имат пет деца:
- Ханс Кристоф фон Шеленберг († 31 октомври 1692, Кислег), фрайхер 1637 г., женен I. за Беатрикс фон Ландсберг; II. 1637 г. за графиня Мария Рената фон Хоенцолерн-Зигмаринген (* 25 септември 1612; † 1648), III. вер. на 28 ноември 1649 г. за Мария Анастасия де Грамонт († сл. 1659); от двата брака има 12 деца
- Барбара фон Шеленберг († пр. 31 август 1630)
- Анна Мария фон Шеленберг († сл. 1627), омъжена за Ханс Дитрих фон Велден († 1635?)
- Анна Мария Доротея фон Шеленберг († 19 юни 1635), омъжена за Йохан Улрих Бартоломеус фон Бубенхофен († 27 януари 1657)
- Бригита фон Шеленберг († 1679/1681), омъжена за Бернхард Кристоф Гил фон Гилсберг († 1 февруари 1662, Роршах)